# Itaquascon mongolicus
Espèce
Itaquascon mongolicus est une espèce de tardigrades de la famille des Hypsibiidae.

## Distribution
Cette espèce est endémique de Mongolie.

## Étymologie
Son nom d'espèce lui a été donné en référence au lieu de sa découverte.

## Publication originale
- Kaczmarek, Michalczyk & Węglarska, 2002 : Itaquascon mongolicus, a new species of Eutardigrada from Mongolia (Eutardigrada: Hypsibiidae). Genus (Wroclaw), vol. 13, no 1, p. 1-3 (texte intégral).